# Haidi Wigger Klaris
Haidi Wigger Klaris (født 1972) er en dansk fantasyforfatter.
Hun blev uddannet som lægesekretær i 1993 og har i de sidste mange år arbejdet i medicinalbranchen. Desuden står hun også bag podcasten 'Tusmørketimen' som er lavet i samarbejde med forfatter Sidsel Katrine Slej.